# El club Vinland
El club Vinland (francès: Le Club Vinland) és una pel·lícula dramàtica canadenca de 2020, dirigida per Benoît Pilon. La pel·lícula és protagonitzada per Sébastien Ricard com a pare Jean, un sacerdot que ensenya a una escola catòlica romana privada a la regió quebequesa de Charlevoix a la dècada del 1940 i que apunta els seus estudiants en un projecte per localitzar proves arqueològiques de l'antic assentament nòrdic de Vinland. S'ha doblat al valencià per a À Punt.
El repartiment de la pel·lícula també inclou Rémy Girard, François Papineau, Fabien Cloutier, Arnaud Vachon, Xavier Huard, Émilie Bibeau, Guy Thauvette, Guy Sprung i Émile Schneider.
La pel·lícula estava prevista originalment per estrenar-se el 17 d'abril de 2020, però es va retardar per l'aturada de les sales de cinema a causa de la pandèmia de COVID-19. La pel·lícula es va exhibir al Festival Internacional de Cinema de Pequín l'agost de 2020.